# John Dankworth
John Dankworth,  (London, 1927. szeptember 20. – London, 2010. február 6.) angol dzsesszzenész, altszaxofonos, klarinétos, filmzeneszerző. Sir John Phillip William Dankworth Johnny Dankworth néven vált ismertté.

## Pályafutása
Dankworth zenészcsaládból származott; tanult zongorázni és hegedűlni is. Benny Goodman hatására tizenhatévesen klarinétra váltott. Amikor meghallotta Johnny Hodgest, az altszaxofonozni kezdett.
A londoni Royal Academy of Music és a katonai szolgálata után profi zenész lett. Kezdetben egy hajón játszott, aztán Tito Burns, majd Ted Heath zenekarának tagja lett. Első felvételeit 1944-ben készítette a Freddie Mirfield and his Garbage Men együttes tagjaként. Saját zenekarával 1949-ben készült először lemeze (Johnny Dankworth Quartet). Ugyanebben az évben a Melody Maker „Az év zenészének” választotta, és játszott Párizsban − az ottani jazzfesztiválon − Charlie Parkerrel, valamint Sidney Bechettvel.
1950-ben John Dankworth megalapította a sikeres „Dankworth Seven”-et, amely 1953-ig, és később is összeállt. Első felvételeik 1950-ben születtek. 1953-ban a zenekar a  Parlophone Recordsszal szerződött. 1953-ban Dankworth létrehozta saját big bandjét, amely 1959-ben a Newport Jazz Festivalon, a New York-i Birdlandben és többször Nagy-Britanniában is fellépett − Duke Ellington előzenekaraként.
Dankworth Ellington barátjává vált. Felvette Ellington számait, feldolgozásait a big bandjével. Ellington halála után a Mercer Ellington vezette emlékzenekarban játszott.
Az énekesnő Cleo Laine 1951 óta rendszeresen énekelt férje zenekarában, később más zenekarokkal is.
Dankworth is az 1950-es évek végén kezdett el komponálni. 1959-ben Seiber Mátyással írta az „Improvizációk jazzenekarra” című szerzeményt „Johnny Dankworth Orchestra” névű zenekarával.
Az 1960-as évektől nagyzenekarának tagja volt Tony Coe, Mike Gibbs, Peter King, Dudley Moore, John Taylor és Kenny Wheeler, valamint alkalmanként Dave Holland, John McLaughlin, Tubby Hayes, Dick Morrissey és Stan Sulzmann. Dankworth kísérte Nat King Cole-t, Sarah Vaughant, Gerry Mulligant, Lionel Hamptont és Ella Fitzgeraldot. Más zenészek is dolgozott (George Shearing, Toots Thielemans, Benny Goodman, Herbie Hancock, Tadd Dameron, Slam Stewart, Oscar Peterson).
2006-ban Dankworth lett az első brit dzsesszzenész, akit II. Erzsébet királynő lovaggá ütött, korábban pedig a A Brit Birodalom Rendje parancsnoki fokozatával (CBE) tüntették ki. Feleségét 1997-ben szintén a Brit Birodalom Rendjének lovagjává (OBE) ütötték.

## Zenekarvezető
- Experiments with Mice (1956)
- 5 Steps to Dankworth (1957)
- Itinerary of an Orchestra (1960)
- England's Ambassador of Jazz (1960)
- Collaboration (1962)
- Jazz from Abroad (1963)
- What the Dickens! (1963)
- The Zodiac Variations (1965)
- Modesty Blaise (1966)
- The $1,000,000,000 Collection (1967)
- Off Duty (1969)
- John Dankworth and His Music (1970)
- Full Circle (1972)
- Lifeline (1973)
- Echoes of Harlem (1988)
- In a Mellow Tone: Tribute to Duke Ellington (2005)
- Spread a Little Happiness with Cleo Laine (2006)
- About 42 Years Later with Danny Moss (2007)
- Jady Aide with Alec Dankworth (2008)

## Filmzene
(válogatás)
- 1960: The Criminal
- 1960: Saturday Night and Sunday Morning
- 1963: The servant
- 1965: Darling
- 1965: Sands of the Kalahari
- 1965: Return from the Ashes
- 1965: Modesty Blaise
- 1966: Accident – Zwischenfall in Oxford
- 1966: Protest (Morgan: A Suitable Case for Treatment)
- 1967: Fathom
- 1967: The last Safari
- 1968: Salt and Pepper
- 1968: The Magus
- 1970: Perfect Friday
- 1971: 10 Rillington Place
- 2000: Gangster No. 1

## Díjak
- 1988: Grammy-díj − Best Large Jazz Ensemble Album

## Fordítás
Ez a szócikk részben vagy egészben  a   John Dankworth című német Wikipédia-szócikk ezen változatának fordításán alapul.  Az eredeti cikk szerkesztőit annak laptörténete sorolja fel. Ez a jelzés csupán a megfogalmazás eredetét és a szerzői jogokat jelzi, nem szolgál a cikkben szereplő információk forrásmegjelöléseként.